# Shantou, Anhui
Shantou (kinesiska: 山头) är en köping i östra Kina. Den ligger i Si härad i staden Suzhou i provinsen Anhui, omkring 220 kilometer norr om provinshuvudstaden Hefei. Antalet invånare är 58902. Befolkningen består av 29 179 kvinnor och 29 723 män. Barn under 15 år utgör 22,0 %, vuxna 15-64 år 66 %, och äldre över 65 år 10,0 %.